# Paul Gonsalves
Pour les articles homonymes, voir Gonsalves.
Paul Gonsalves, le né 12 juillet 1920 à Boston et mort le 15 mai 1974 à Londres, est un saxophoniste ténor de jazz américain.

## Biographie
Paul Gonsalves, dont la famille est originaire du Cap-Vert, naît à Boston le 12 juillet 1920, dans une des plus importantes communautés cap-verdiennes des États-Unis,. Il commence à travailler comme musicien à Boston, notamment dans le groupe de Sabby Lewis.
Après son service militaire, où il combat à la Seconde Guerre mondiale, il joue dans l'orchestre de Count Basie, de 1946 à 1949, avant de jouer quelques mois dans l'orchestre de Dizzy Gillespie.
Il rejoint l'orchestre de Duke Ellington en 1950 en remplacement de Ben Webster et finira sa carrière avec lui, seulement interrompue quelquefois par ses addictions à la drogue et à l'alcool, addictions développées dans sa jeunesse et contre lesquelles il luttera toute sa vie.
En 1952 il accompagne Dinah Washington avec l'orchestre de Jimmy Cobb (I Cried for You, Gambler's Blues)[réf. souhaitée].
En 1953 ou 1956, il joue brièvement avec Tommy Dorsey,.
En 1959 il accompagne Ray Charles pour la firme Atlantic (The Genius of Ray Charles). En 1962 il enregistre avec le big band de Woody Herman[réf. souhaitée] puis avec l'orchestre de Michel Legrand (Michel Legrand Big Band Plays Richard Rodgers) pour la firme Philips.

### Diminuendo and Crescendo in Blue

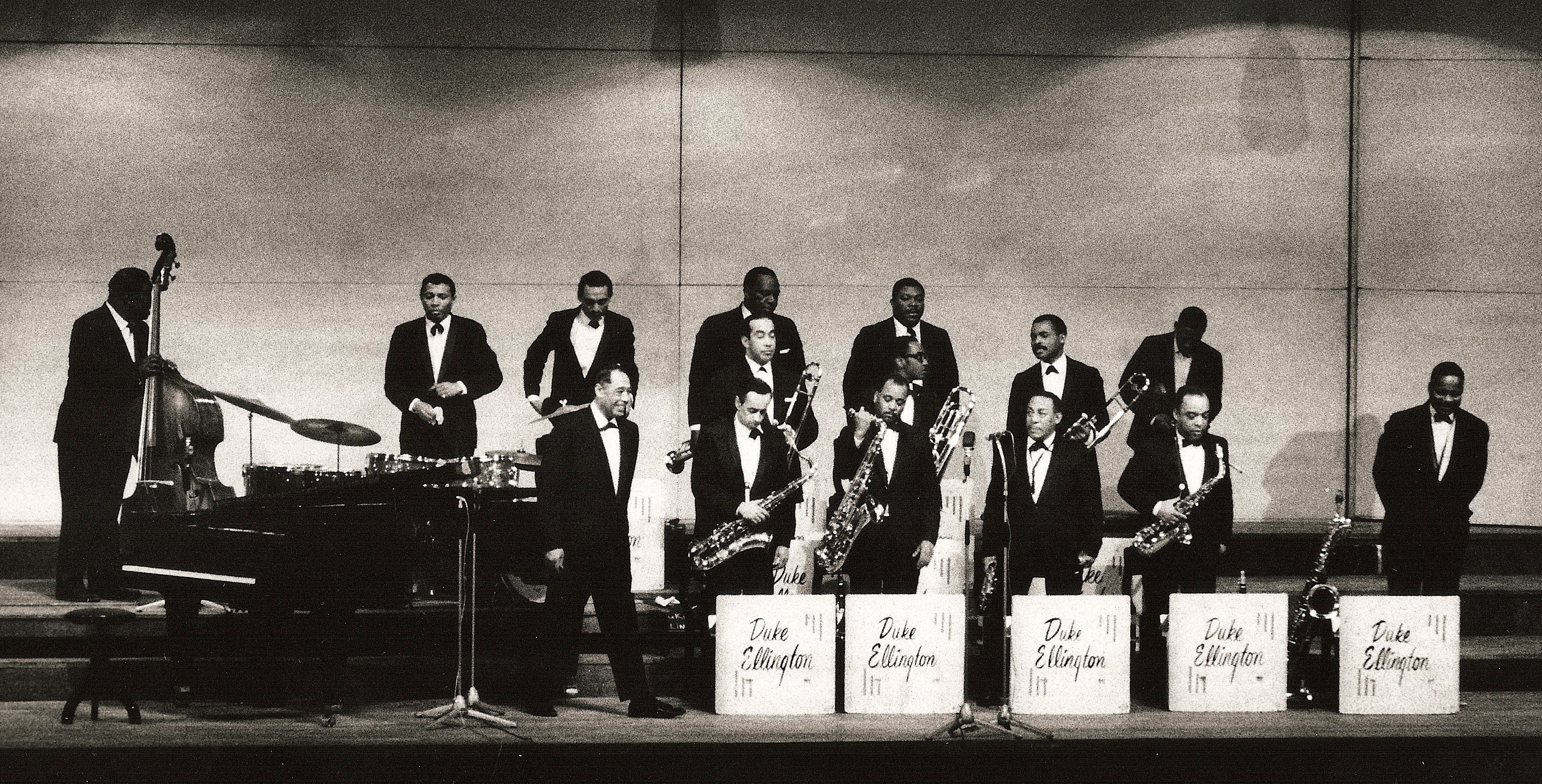
Le big band de Duke Ellington à Munich en 1963. Paul Gonsalves est le saxophoniste le plus à gauche.

Son morceau de bravoure est le long solo, 27 fois 12 mesures, qu'il joue sur Diminuendo and Crescendo in Blue (en) au festival de Newport en 1956,. Le solo commence d'une façon conventionnelle, mais à partir du sixième chorus, durée déjà inhabituelle dans un morceau d'Ellington, le public se rend compte qu'il se passe quelque chose : les gens commencent à monter sur leurs chaises et à danser,. Infatigable, Gonsalves continue à jouer pendant que le public hurle de plus belle.
On peut entendre ce morceau sur Ellington at Newport, album qui permet à Ellington de revenir sur le devant de la scène.
Après ce succès, Paul Gonsalves se retrouve souvent à « amuser la galerie » en jouant de longs solos sur des tempos rapides.

### Albums en leader
En parallèle de son engagement chez Ellinton, Paul Gonsalves enregistre nombre d'albums en leader pour Argo, Jazzland, Impulse! (en particulier Salt and Pepper, paru en 1963, en duo avec Sonny Stitt), Storyville, Black Lion et Fantasy.
Il joue en compagnie de Clark Terry, un autre ellingtonien, notamment sur The Jazz School, une compilation parue en 1954 et sur Cookin' (1957).
En 1970 parait Paul Gonsalves Meets Earl Hines, également appelé It Don't Mean a Thing If It Ain't Got That Swing (Black Lion), un album sur lequel les deux musiciens jouent de manière décontractée.

### Mort
Il meurt le 15 mai 1974 à Londres, dix jours avant Duke Ellington, à qui on ne dira jamais que son saxophoniste est mort,.

## Style

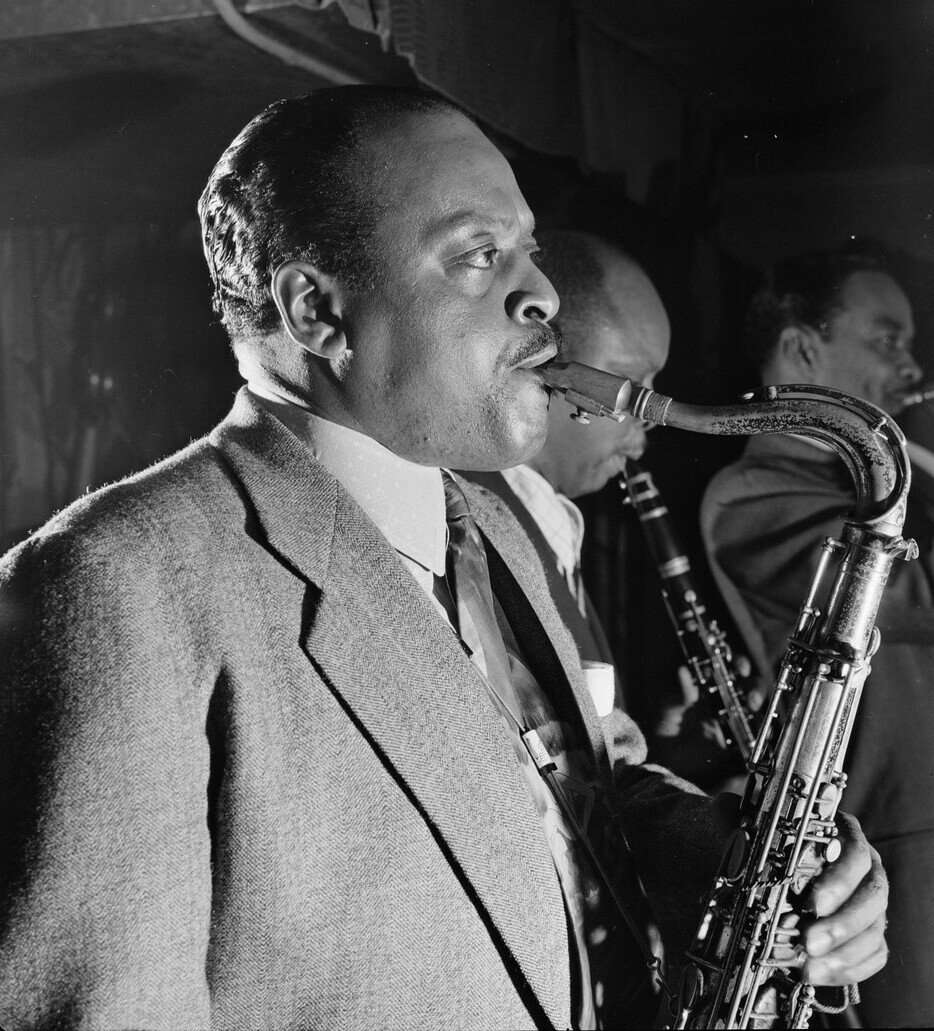
Ben Webster, une des influences de Paul Gonsalves.

Le jeu de Paul Gonsalves est influencé par de nombreux maîtres du Jazz, de Coleman Hawkins à Charlie Parker en passant par Ben Webster dont il a occupé le siège de ténor 1 chez Duke Ellington, mais son jeu est trop personnel pour y voir clair dans ses racines, étant un créateur dans l'art de l'improvisation.
Comme tous les grands, il est immédiatement identifiable, avec un subtone (son détimbré) exceptionnel, du grave au suraigü qu'il maîtrise parfaitement, faisant par ailleurs de lui un grand interprète de ballades, dont on peut par exemple citer sa version de Don't Blame Me enregistrées en 1967 avec Eddie Davis (album "Love calls") puis celle de 1970 avec Ray Nance.

## Discographie

### En tant que leader/co-leader
- 1957 : Cookin' (Argo)
- 1958 : Diminuendo, Crescendo and Blues (RCA Victor)
- 1960 : Ellingtonia Moods and Blues (RCA Victor)
- 1961 : Gettin' Together! (Jazzland)
- 1961 : Tenor Stuff, avec Harold Ashby (Columbia)
- 1963 : Tell It the Way It Is! (Impulse)
- 1963 : Cleopatra Feelin' Jazzy (Impulse)
- 1963 : Salt and Pepper, avec Sonny Stitt (Impulse)
- 1963 : Rare Paul Gonsalves Sextet in Europe (Jazz Connoisseur)
- 1964 : Boom-Jackie-Boom-Chick (Vocalion)
- 1965 : Just Friends, avec Tubby Hayes (Columbia EMI)
- 1965 : Change of Setting, avec Tubby Hayes (World Record Club)
- 1967 : Jazz Till Midnight (Storyville)
- 1967 : Love Calls, avec Eddie Lockjaw Davis (RCA)
- 1968 : Encuentro (Fresh Sound)
- 1969 : With the Swingers and the Four Bones (Riviera)
- 1970 : Humming Bird (Deram)
- 1970 : Just a-Sittin' and a-Rockin'  (Black Lion Records)
- 1970 : Paul Gonsalves and His All Stars (Riviera)
- 1970 : Paul Gonsalves Meets Earl Hines (Black Lion)
- 1973 : Mexican Bandit Meets Pittsburgh Pirate (Fantasy)
- 1974 : Paul Gonsalves Paul Quinichette
- 2014 : Sitting In, Paul Gonsalves et Clyde Fats Wright (Silk City)

### AvecDuke Ellington
- 1952 : Ellington Uptown
- 1953 : Premiered by Ellington (en)
- 1954 : Dance to the Duke! (en)
- 1955 : Ellington Showcase (en)
- 1955 : Ellington '55 (en)
- 1956 : Blue Rose (en)
- 1956 : Historically Speaking (en)
- 1956 : Duke Ellington Presents... (en)
- 1956 : Ellington at Newport
- 1956 : The Complete Porgy and Bess (en)
- 1956 : A Drum Is a Woman (en)
- 1957 : Studio Sessions, Chicago 1956 (en)
- 1957 : Such Sweet Thunder (en)
- 1957 : All Star Road Band (en)
- 1957 : Ella Fitzgerald Sings the Duke Ellington Song Book (en)
- 1958 : Black, Brown and Beige (en)
- 1958 : Duke Ellington at the Bal Masque (en)
- 1958 : The Cosmic Scene (en)
- 1958 : Ellington Indigos (en)
- 1958 : Newport 1958 (en)
- 1959 : Jazz Party
- 1959 : Autopsie d'un meurtre (bande originale)
- 1959 : Live at the Blue Note (en)
- 1959 : Festival Session (en)
- 1959 : Blues in Orbit (en)
- 1963 : Duke Ellington's Jazz Violin Session
- 1963 : The Stockholm Concert, 1966
- 1963 : In the Uncommon Market
- 1966 : Far East Suite

### Autres participations
Avec Eddie « Lockjaw » Davis
- Love Calls (RCA Victor, 1968)

Avec Johnny Hodges
- Ellingtonia '56 (Norgran, 1956)
- The Big Sound (Verve, 1957)

Avec John Lewis
- The Wonderful World of Jazz (Atlantic, 1960)

Avec Billy Taylor
- Taylor Made Jazz (Argo, 1959)

Avec Clark Terry
- Duke with a Difference (Riverside, 1957)

Avec Jimmy Woode
- The Colorful Strings of Jimmy Woode (Argo, 1957)